# Patrick Paroux
Patrick Paroux est un acteur et metteur en scène français, né le 11 décembre 1952 à Nantes.
Il est notamment connu pour son rôle de Christian Parizot dans la série Camping Paradis, qui devient le personnage principal de sa propre série Monsieur Parizot en 2024.
Il joue régulièrement au théâtre et fait également des one-man-show sur scène.

## Biographie
Il a un fils nommé Corto, né en 2005, de son union avec Anne-Cécile Crapie, comédienne, formatrice et coach. Ils se sont rencontrés en 2002 et mariés en 2005.

## Filmographie

### Cinéma

#### Longs métrages
- 1977 : Le Portrait de Dorian Gray de Pierre Boutron : le troisième homme
- 1985 : Billy Ze Kick de Gérard Mordillat
- 1986 : Suivez mon regard de Jean Curtelin
- 1986 : Le débutant de Francis Perrin
- 1987 : L'Île de Carlo Lizzani
- 1987 : Didi auf vollen Touren de Wigbert Wickers : le restaurateur
- 1987 : Poussière d'ange d'Édouard Niermans : l'archiviste
- 1987 : La Russe de Mario Camus
- 1987 : Fucking Fernand de Gérard Mordillat : le préposé
- 1989 : Cher frangin de Gérard Mordillat
- 1990 : Toujours seuls de Gérard Mordillat : M. Paroux
- 1991 : Delicatessen de Jean-Pierre Jeunet et Marc Caro : Puk
- 1991 : Les Clés du paradis de Philippe de Broca
- 1995 : État des lieux de Jean-François Richet : flic 2
- 1997 : Le Rêve de la carotte de Vincent de Brus
- 1998 : La Ballade de Titus de Vincent de Brus : Delile
- 1999 : 15 moments de Denys Arcand
- 1999 : Prison à domicile de Christophe Jacrot : le directeur du supermarché
- 2000 : Starcom de Denys Arcand
- 2001 : Le Fabuleux Destin d'Amélie Poulain de Jean-Pierre Jeunet : le souffleur de rue
- 2001 : Grégoire Moulin contre l'humanité de Artus de Penguern : un joueur de l'Olympique parisien
- 2004 : L'Américain de Patrick Timsit : Nevada
- 2004 : Un long dimanche de fiançailles de Jean-Pierre Jeunet
- 2004 : Le Tour du monde en quatre-vingts jours de Frank Coraci : le guichetier à la gare
- 2005 : L'Enfer de Danis Tanović : le chauffeur de taxi
- 2006 : Fragile(s) de Martin Valente : le professeur Djian
- 2009 : Micmacs à tire-larigot de Jean-Pierre Jeunet : Gerbaud
- 2022 : Le Temps des secrets de Christophe Barratier : Socrate, le professeur de latin au lycée
- 2023 : La Plus Belle pour aller danser de Victoria Bedos : Roger
- 2023 : Bernadette de Léa Domenach : Maître Grundmann

#### Courts métrages
- 1991 : Les Lieux d'aisances de Vincent Monnet
- 1994 : Deus ex machina de Vincent Mayrand
- 1996 : Homo automobilis de Vincent Mayrand
- 2004 : Tout l'univers de Fabrice Benchaouche : Robert
- 2006 : Heures sup' de Mark Eacersall
- 2011 : Danse pour une tomate d'Ingrid Lanzerberg : Terry Golot

### Télévision

#### Séries télévisées
- 1983 : Cinéma 16 (épisode Pas perdus)
- 1986 : Marie Pervenche : l'inspecteur de la PJ (saison 2, épisode 6 : Le vernis craque)
- 1987 : Série noire : le traiteur (saison 1, épisode 25 : Lorfou)
- 1987 : Les Cinq dernières minutes : un commerçant (saison 3, épisode 47 : Mécomptes d'auteurs)
- 1987 : L'Heure Simenon (épisode Le Fils Cardinaud)
- 1991 : La Famille Ramdam
- 1993 : Nestor Burma (saison 3, épisode 2 : Boulevard... ossements)
- 1995 : La Rivière Espérance : le grand gendarme
- 1997 : Baldipata : l'inspecteur de l'hygiène (épisode Baldi et les petits riches)
- 1997 : Navarro : Martin Martin (saison 9, épisode Un mari violent)
- 1997 : PJ : un fonctionnaire (saison 1, épisode 1 : Racket)
- 1998 : H : l'huissier (saison 1, épisode No Clowning)
- 2000 : Florence Larrieu : le juge est une femme : Le Bœuf (saison 6, épisode 1 : Bon pour accord de Pierre Boutron)
- 2002 : Femmes de loi (saison 2, épisode Un amour de jeunesse)
- 2002 : Blandine l'insoumise
- 2003 : Un été de canicule : Brigadier Lulu (4 épisodes)
- 2003 : Les Enquêtes d'Éloïse Rome : Simon Dvorak (saison 3, épisode 5 : Rumeur fatale)
- 2003 : Père et maire : le comptable (saison 3, épisode Un mariage sans témoin)
- 2006 : Les Tricheurs : le gardien du musée (épisode Le Tricheur à l'as de carreau)
- 2006 : Sœur Thérèse.com : le chirurgien (saison 5, épisode Tombé du ciel)
- Depuis 2006 : Camping Paradis : Christian Parizot
- 2007 : Le Clan Pasquier de Joëlle Goron et Jean-Daniel Verhaeghe
- 2008 : Chez Maupassant : Félix (saison 2, épisode Au bord du lit de Jean-Daniel Verhaeghe)
- 2009 : Les Bougon : Pierre-Jean (épisode 7 : Faux départ)
- 2018 : Joséphine, ange gardien : Christian Parizot (saison 18, épisode 4 : Trois campeurs et 1 mariage)
- 2022 : Joséphine, ange gardien : le directeur (saison 21, épisode 4 : S'aimer de toute urgence)
- 2023 : Les Mystères de l'amour : Christian Parizot (épisode Le Noël de l'amour)
- Depuis 2024 : Monsieur Parizot : Christian Parizot

#### Téléfilms
- 1981 : Les deux orphelines, téléfilm de Gérard Thomas : Picard
- 1989 : Talleyrand, les jupons de la révolution de Vincent de Brus : Marlaud
- 1992 : Tous mes maris d'André Farwagi
- 1994 : Mort d'un gardien de la paix de Josée Dayan
- 1996 : Berjac : Coup de théâtre de Jean-Michel Ribes
- 1998 : Une semaine au salon de Dominique Baron : le secrétaire d'État
- 1998 : De gré ou de force de Fabrice Cazeneuve : le médecin de Vincent
- 1999 : Le Voyou et le Magistrat de Marc Rivière
- 1999 : La Canne de mon père de Jacques Renard
- 2000 : La Vérité vraie de Fabrice Cazeneuve : le commissaire
- 2000 : Toute la ville en parle de Marc Rivière
- 2002 : L'Aube insolite de Claude Grinberg : Mille
- 2003 : Penn Sardines de Marc Rivière
- 2005 : Le Grand Charles de Bernard Stora : le pharmacien
- 2005 : L'homme qui voulait passer à la télé d'Amar Arhab et Fabrice Michelin
- 2006 : Béthune sur Nil de Jérôme Foulon
- 2007 : La Femme coquelicot de Jérôme Foulon : Valentin
- 2007 : La Taupe de Laurent Scalese et Victor Arnold : Lavagnat
- 2008 : Raboliot de Jean-Daniel Verhaeghe : Boussu
- 2008 : Un long chemin, téléfilm de Jean-Daniel Verhaeghe
- 2009 : L'Abolition de Jean-Daniel Verhaeghe : Maître Serda
- 2010 : La Peau de chagrin réalisé par Alain Berliner : le maître d'hôtel de la cure
- 2011 : Cigarettes et bas nylon de Fabrice Cazeneuve : le maire
- 2012 : Passage du désir de Jérôme Foulon : le peintre
- 2013 : Une femme dans la Révolution de Jean-Daniel Verhaeghe : un marquis galant

### Doublage
- 2003 : Corto Maltese, série télévisée d'animation (saison 1, épisode 17 : Dautres Roméos et d'autres Juliettes) : voix
- 2013 : Loulou, l'incroyable secret d'Éric Omond et Grégoire Solotareff : Momo, le portier
- 2016 : Deux escargots s'en vont, court-métrage d'animation de Jean-Pierre Jeunet et Romain Segaud : voix

## Théâtre

### Comédien
- Hamlet-Bajazet - Mise en scène de Daniel Mesguich
- Shakespeare, montage - Mise en scène de Jacques Weber
- Les femmes savantes - Mise en scène de Jean-Louis Martin-Barbaz - Théâtre de la Cité Internationale
- Le Monte-plats - Mise en scène de Jean-Pierre Darroussin et François-Régis Marchasson
- Les Deux Orphelines - Mise en scène de Jean-Louis Martin-Barbaz
- Le Médecin malgré lui - Mise en scène de Jean-Louis Martin-Barbaz - Opéra Comique
- Feu la mère de madame - Mise en scène de Jean-Louis Martin-Barbaz
- La dame aux camélias - Mise en scène de Jean-Louis Martin-Barbaz
- Jules César - Mise en scène de Jean-Louis Martin-Barbaz
- Morpioni's Palace - Mise en scène de Patrick Cartie
- Les Évadés - Mise en scène d'Andréas Voutsinás - Théâtre des Cinquante
- 1989 : La malle poste - Mise en scène de Philippe Noël
- 1989 : L'auteur, l'acteur, le souffleur et l'ouvreuse - Mise en scène de Jean-Marc Montel]- Théâtre Jacques Prévert
- 1989 : Ferdidurke - Mise en scène de Jean-Marc Montel
- 1989 : Nocturne à Nohant - Mise en scène d'Hervé Van der Meulen - Théâtre des Mathurins
- 1989 : Le jeu de l'amour et du hasard - Mise en scène de Jean-Marc Montel
- 1990 : Monsieur Chasse - Mise en scène de Jean-Marc Montel
- 1991 : Le Tartuffe - Mise en scène de Laurent Lafargue
- 1992 : Le barbier de Séville - Mise en scène de Jean-Marc Montel
- 1993 : Le tournage ensorcelé - Mise en scène d'Anne Quesemand - Théâtre de l'Epée de bois
- 1997 : L'ours et la demande en mariage - Mise en scène de Patrick Paroux - Théâtre de la Gaîté Montparnasse
- 1999 : Phi Phi - Mise en scène d'Hervé Van der Meulen
- 1999 : Barouf à Chioggia - Mise en scène de Jean-Louis Martin-Barbaz
- 1999 : Fric-Frac - Mise en scène d'Aurore Prieto - Théâtre 13
- 2000 : Barouf à Chioggia - Mise en scène de Jean-Louis Martin-Barbaz
- 2002 : De quoi on parle quand on parle d'amour - Mise en scène de Patrick Paroux et Jean-Pierre Morel de Raymond Carver[pas clair] - Théâtre du Ranelagh
- 2003 : Crispin rival de son maître - Mise en scène de Patrick Paroux
- 2004 : La Grammaire - Mise en scène d'Anne-Cécile Crapie - Festival de Cormatin
- 2005 : Homosapien - Mise en scène de Corinne Barois
- 2005 - 2006 : La Cagnotte d'après Eugène Labiche - Mise en scène de Patrick Pelloquet - Avignon, Tournée, T.O.P., TRPL
- 2008 : Les 30 millions de gladiators (d'après Eugène Labiche) - Mise en scène d'Hervé Van der Meulen - T.O.P.
- 2008 : Le supplément au voyage de Cook de Jean Giraudoux - Mise en scène de Patrick Simon
- 2009 : Un papillon qui bat des ailes à New-York peut-il provoquer un typhon à Pékin ? d'Antonio Tabucchi - Mise en scène de Thierry Atlan - Théâtre Lucernaire
- 2010 : Une journée chez les cromagnons de Wajdi Mouawad - Mise en scène de Mylène Bonnet - Théâtre de la Tempête
- 2010 : La Dame de chez Maxim - Mise en scène d'Hervé Van der Meulen - T.O.P., Festivals
- 2011 - 2012 : Le dindon - Mise en scène de Philippe Adrien
- 2013 : L'Assemblée des femmes - Mise en scène de Mylène Bonnet
- 2014 : L'école des femmes - Mise en scène de Philippe Adrien - Théâtre de la Tempête - Rôle : Arnolphe
- 2014 : La grande nouvelle - Mise en scène de Philippe Adrien - Théâtre de la Tempête - Rôle : Argan
- 2015 - 2017 : L'École des femmes - Mise en scène de Philippe Adrien - Tournée.
- 2025 : Puisqu'il le faut de César Duminil, mise en scène de l'auteur, festival off d'Avignon - Théâtre Essaïon

### Metteur en scène[1]
- 1995 : Les Disparus de Saint-Agil - Auteur : Création collective - Aulnay-sous-Bois
- 1996 : Le tour du monde en 80 jours - Auteur : Création collective - Aulnay-sous-Bois
- 2000 : Crispin rival de son maître - Auteur Alain-René Lesage
- 2000 : L'Ours et Une demande en mariage - Auteur : Anton Tchekhov
- 2001 : Comme une étoile - Auteur : Cindy Lou-Johnson
- 2001 : La Grammaire - Auteur :  Eugène Labiche
- 2002 : De quoi on parle quand on parle d'amour - Auteur : Raymond Carver.